# Ibis (Zeitschrift)
Ibis – Untertitel The International Journal of Avian Science – ist ein Journal, das seit 1859 kontinuierlich durch die British Ornithologists’ Union (BOU) herausgegeben wird. Es erscheint einmal im Quartal und beschäftigt sich mit zahlreichen Themen wie Ornithologie, Ökologie, Naturschutz, Umweltschutz, Umweltgerechtes Verhalten, Paläontologie, Taxonomie sowie neuen Spezies. Ibis publiziert Originalwerke, Berichte und Kurznachrichten im Vorfeld von ornithologischen Forschungen. Der Schwerpunkte liegt im Erhalt, der Ökologie, der Ethologie sowie der Klassifizierung von Vögeln. Erster Herausgeber war der britische Jurist und Zoologe Philip Lutley Sclater.
Alle Beiträge müssen in englischer Sprache verfasst werden. Das Werk darf bisher nicht anderweitig veröffentlicht worden sein. Sollte der Beitrag durch die BOU anerkannt werden, so hat der Autor die exklusiven Lizenzrechte an die British Ornithologists’ Union abzutreten.